# Legacom Comunicación
Leganés Gestión de Medios, conocido por sus siglas LGmedios y anteriormente denominado como Legacom,es una página web de comunicación perteneciente al Ayuntamiento de Leganés.Se encarga de recoger noticias sobre la ciudad en forma de vídeos o escritos.También se pueden visualizar los plenos realizados en el consistorio de la ciudad.

## Inicio
LGmedios es una empresa pública perteneciente al Ayuntamiento de Leganés.Se compone de un director general nombrado por el partido gobernante,y varios consejeros que son elegidos por los diferentes grupos de la oposición con representación en el ayuntamiento.Su logotipo es de color naranja, con las letras LG (en referencia a Leganés) enmaracadas con letra mayúscula.

## Polémica
Cuando en 2011,el Partido Popular ganó las elecciones,el gobierno resultante decidió prescindir de una parte de los empleados municipales que gestionaban la web alegando motivos económicos.Sin embargo,el alcalde anterior, Rafael Gómez Montoya criticó que los despidos se efectuaron por motivos políticos.http://pareceunmundo.blogspot.com.es/2012/01/legacom-y-sus-interminables-despidos.html.Tras el cambio de directiva se cambió el nombre anterior por LGmedios y se dejaron de publicar las revistas La Plaza y Vive Leganés pertenecientes al grupo.